# Silhouette in Red
Silhouette in Red è il decimo album in studio della cantante gallese Bonnie Tyler, pubblicato nel 1993.

## Tracce
1. Sally Comes Around – 3:41
2. Fire in My Soul – 4:39
3. Stay – 4:06
4. Send Me the Pillow – 3:34
5. From the Bottom of My Lonely Heart – 3:32
6. Silhouette in Red – 4:01
7. I Climb Every Mountain – 3:36
8. Bad Dreams – 3:48
9. James Dean – 3:14
10. Clouds in My Coffee – 3:24
11. Years May Come – 3:50
12. Cryin' a Little – 3:37
13. You Are So Beautiful – 2:23
14. Before We Get Any Closer – 4:10
15. You Won't See Me Cry – 2:47

## Classifiche
| Classifica (1993-94) | Posizione raggiunta |
| -------------------- | ------------------- |
| Austria              | 25                  |
| Germania             | 28                  |
| Norvegia             | 6                   |
| Svezia               | 40                  |
| Svizzera             | 23                  |